# Mammillaria tetrancistra
Mammillaria tetrancistra là một loài thực vật có hoa trong họ Cactaceae. Loài này được Engelm. mô tả khoa học đầu tiên năm 1852.

## Hình ảnh

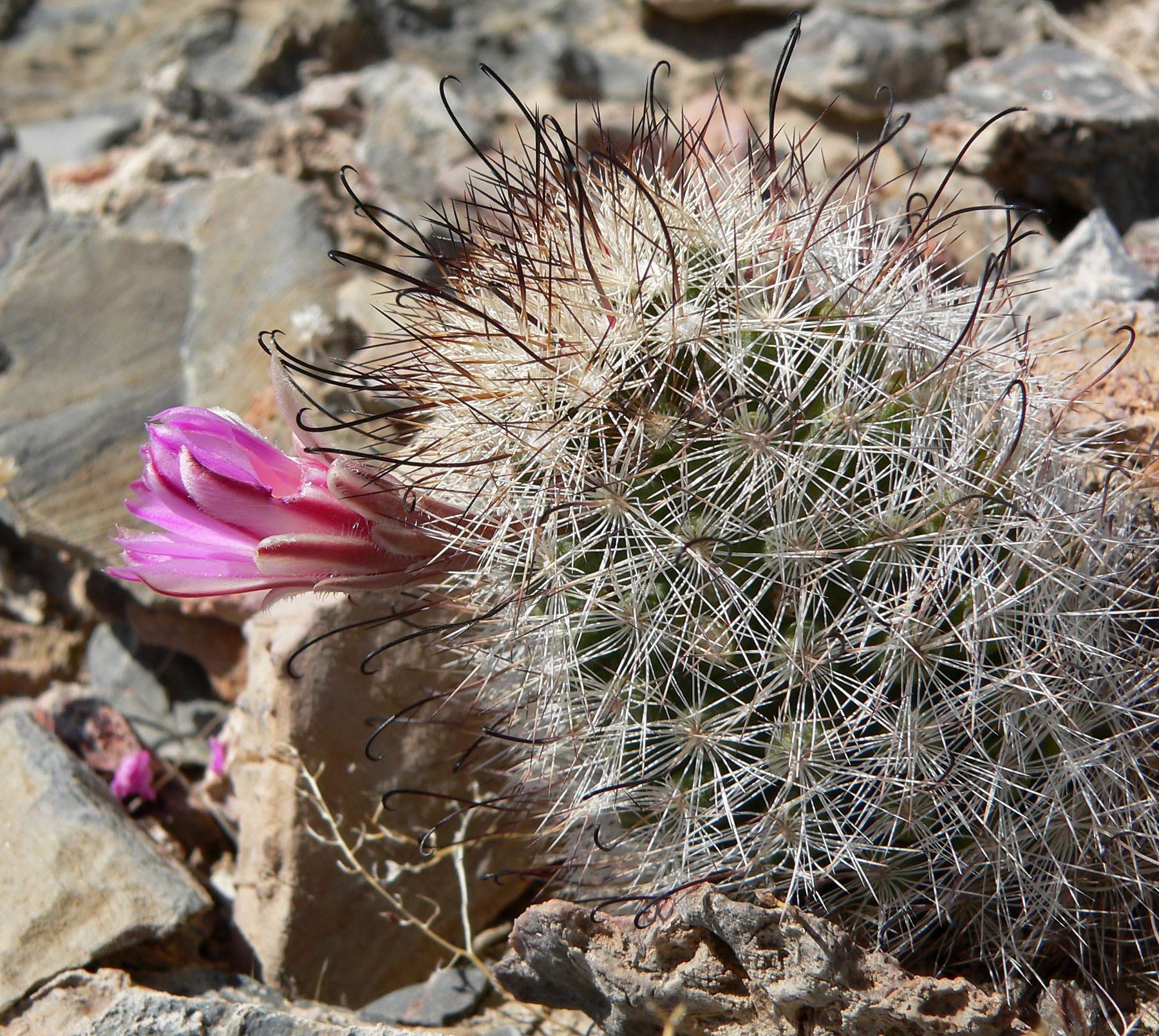
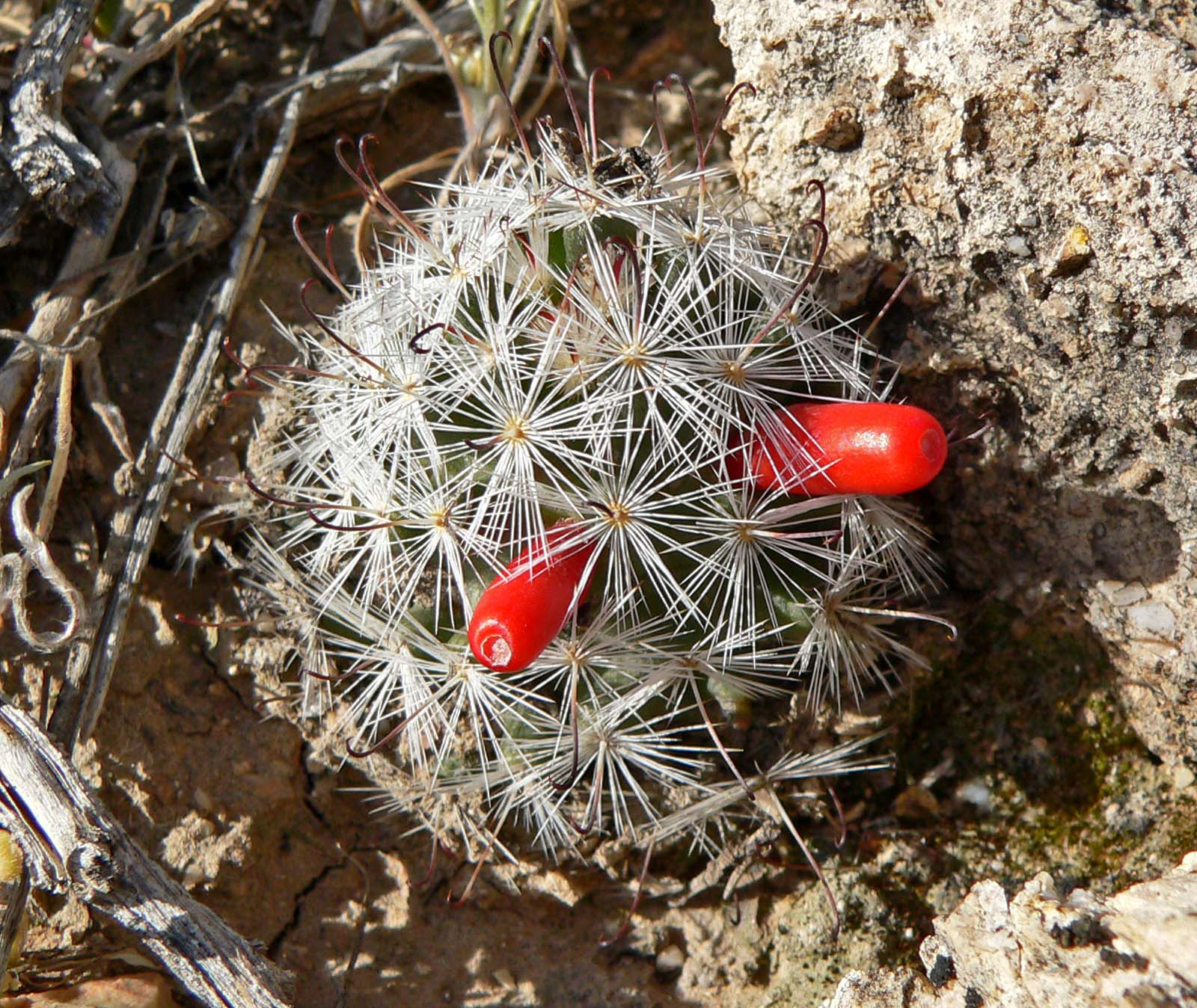
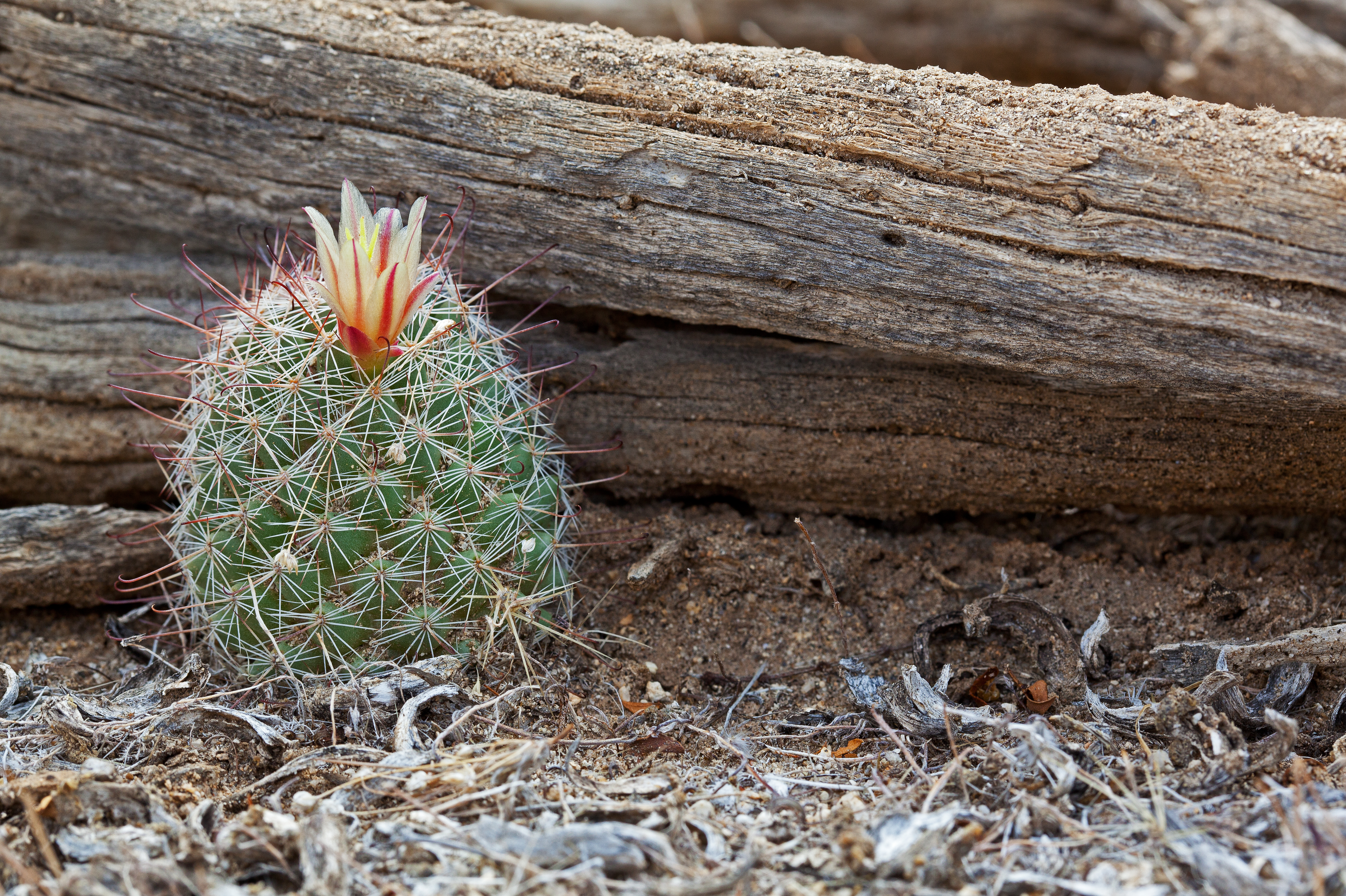
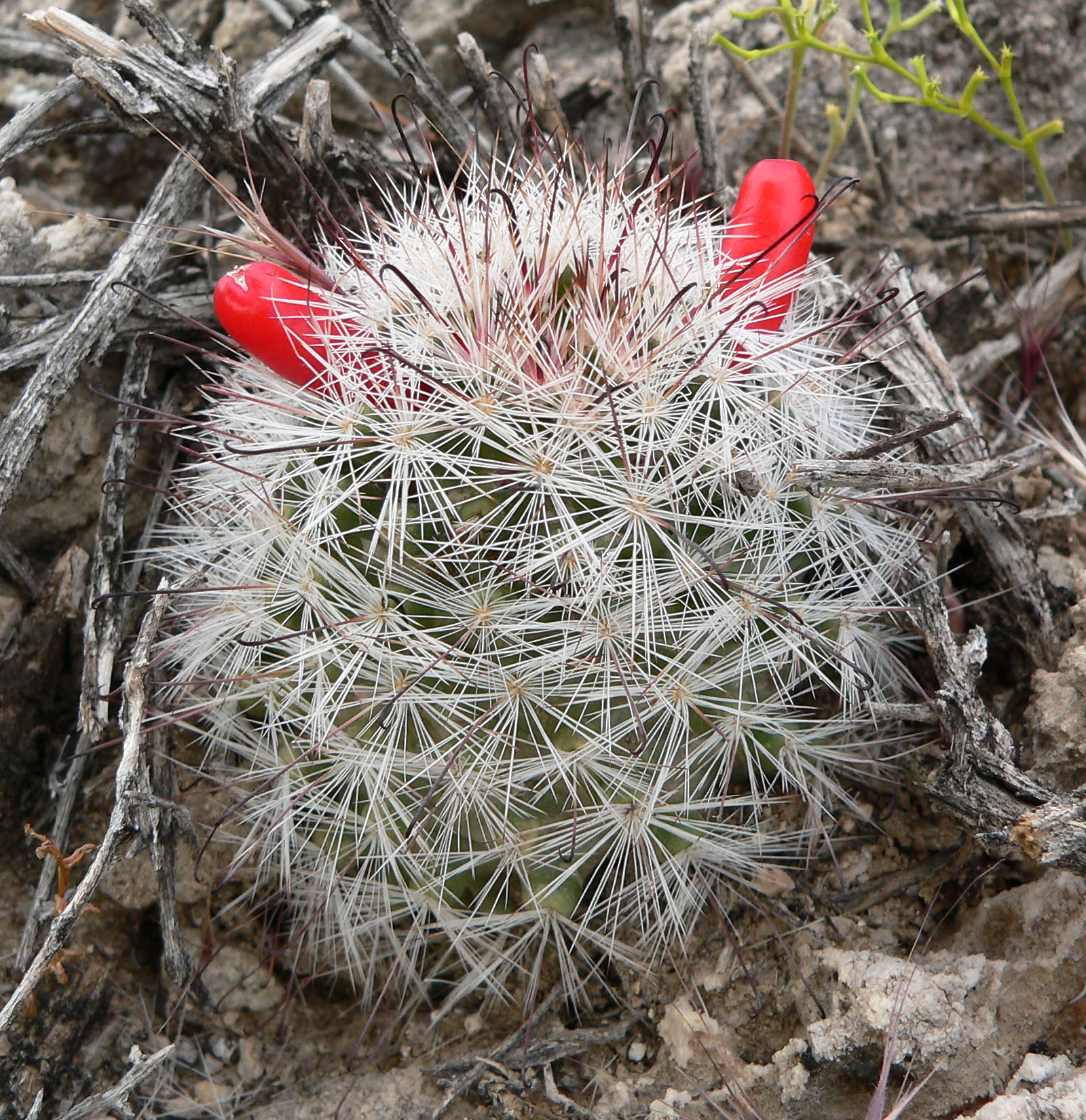